# 江平 (1920年)
江平（1920年11月—2022年1月21日），原名张希勳，男，陕西商县人，中国政治人物，中共中央统战部原副部长。第六届全国政协委员，第七届、第八届全国政协常务委员。

## 生平
1920年11月生于陕西商县。商县中学师范班肄业。1938年9月参加中华民族解放先锋队，同年10月加入中国共产党。先后在陕北公学、安吴堡青年干部训练班学习，毕业于延安中共中央党校。1941年后，历任陕甘宁边区青救会工作团巡视员、经济股股长，曲子县抗日青年救国会宣传科科长、副主任，佳县抗日青年救国会主任、县保安科副科长，中共陕西省工委社会部副科长，关中专署保安处科长，中共关中地委城市工作委员会秘书等职。
1949年至1954年，历任中共中央西北局统战部处长、办公室主任等职。1954年至1969年，担任中共中央统战部民族处处长兼李维汉同志办公室主任等职。1969年至1970年，在统战部五七干校劳动。1970年至1979年，任中共新疆维吾尔自治区党委办公厅主任、副秘书长。1979年至1982年，历任国家民族事务委员会副主任、党组成员，常务副主任、党组副书记。1982年至1986年，任中共中央统战部副部长。1986年至2004年，任中共中央统战部顾问。1986年至1991年，任中国藏学研究中心副总干事、党组书记。2004年4月离休。2022年1月21日在北京逝世。

## 出版物
- 江平 (编). . 中共中央党校出版社. 1994. ISBN 9787503509162.
- 江平 (编). . 当代中国出版社. 2009. ISBN 9787801708458.